# Comuna Mîkolaiivka, Dobrovelîcikivka
Mîkolaiivka (în ucraineană Миколаївка) este o comună în raionul Dobrovelîcikivka, regiunea Kirovohrad, Ucraina, formată din satele Mîkolaiivka (reședința) și Novopetrivka.

## Demografie
Componența lingvistică a comunei Mîkolaiivka
     Ucraineană (95,83%)
     Rusă (2,08%)
     Română (2,08%)
Conform recensământului din 2001, majoritatea populației comunei Mîkolaiivka era vorbitoare de ucraineană (95,83%), existând în minoritate și vorbitori de rusă (2,08%) și română (2,08%).